# (7218) Skácel
(7218) Skácel ist ein Asteroid des inneren Hauptgürtels, der am 19. September 1979 vom tschechischen Astronomen Jaroslav Květoň am Kleť-Observatorium (IAU-Code 046) in Südböhmen auf dem Kleť in der Nähe der Stadt Český Krumlov entdeckt wurde.
(7218) Skácel wurde am 5. Oktober 2017 nach dem tschechischen Dichter Jan Skácel (1922–1989) benannt, der seine Werke bis 1981 im sog. Samizdat oder im Ausland veröffentlichte. Im Jahre 1989 erhielt er den Petrarca-Preis und den Vilenica-Preis, den bedeutendsten Preis für Lyrik in Jugoslawien.